# محمدعلی دادخواه
سید محمدعلی دادخواه، متولد اصفهان، وکیل پایه یک دادگستری، زندانی سیاسی، فعال حقوق بشر، یکی از اعضای کانون مدافعان حقوق بشر و سخنگوی این کانون و از بنیانگذاران آن است.

## زندگی

### فعالیت‌های حقوقی
از پرونده‌های مهمی که او وکالتش را بر عهده داشته و دارد می‌توان از پروندهٔ واقعهٔ حسینیه دراویش گنابادی، پروندهٔ عبدالفتاح سلطانی و پروندهٔ ملی مذهبیها اشاره کرد.
او در مواردی مانند آبگیری سد سیوند و ساختن برج جهان‌نما در اطراف میدان نقش‌جهان اصفهان نیز نقشی فعال داشته‌است. پرونده‌های متعددی مربوط به دانشجویان دانشگاه‌های ایران را هم وکالت کرده‌است. از جمله:
۱- پرونده سه دانشجوی معترض در دانشگاه امیرکبیر که به دلیل پی‌گیری‌های مستمر و نزدیکی به حکم تبرئه، وی برخلاف قوانین قضائی ایران و جهان از ملاقات با موکلینش محروم شد.
۲- پرونده ۳ جوان متهم به تبلیغ علیه نظام و توهین به مقام ولایت فقیه که قریب به ۵ سال طول کشید و با حکم تبرئه پایان یافت.
۳- وکالت پرونده، علیرضا فیروزی و سورنا هاشمی ۲ نفر از دانشجویان دانشگاه زنجان که در پی تحصن خرداد ماه سال ۸۶ دانشگاه زنجان، بعد از اقدام معاون سابق دانشجویی این دانشگاه، دکتر حسن مددی برای تجاوز به یکی از دختران دانشجو شکل گرفت نیز بر عهده وی بوده‌است.
۴- وکالت پرونده یوسف ندرخانی کشیش محکوم به اعدام به جرم ارتداد.

### بازداشت در سال ۱۳۸۱
در سال ۱۳۸۱ و در جریان قبول وکالت اعضای نهضت آزادی، محمدعلی دادخواه بازداشت شد.

### بازداشت در سال ۱۳۸۸
در تاریخ ۱۷ تیر ۱۳۸۸ محمّدعلی دادخواه به همراه ملیحه دادخواه، سارا صباغیان، بهاره دولو و امیر رئیسیان در دفتر کارش توسط پلیس امنیت بازداشت و دفتر او پلمپ شد.‌ او سه ماه بعد، با وثیقه ۷۲۰ میلیونی آزاد شد.
او در تیر ۱۳۹۰ به مجموعا ۹ سال حبس، ۵ ضربه شلاق، جزای نقدی ۹۰۰ هزارتومانی و ۱۰ سال محرومیت از فعالیت حرفه‌ای (تدریس و وکالت) به اتهام‌های براندازی نرم، سخنگویی برای کانون مدافعان حقوق بشر و فعالیت تبلیغی علیه نظام و جمهوری اسلامی محکوم شد. در کیفرخواست اولیه او، حمل اسلحه، مواد مخدر و کتب ضاله مطرح شده بود که بعدا از انها تبرئه شد و حکم شلاق او بعدا به جزای نقدی مبدل شد و محکوم شد تا دو میلیون و پانصد هزار تومان جزای نقدی پرداخت نماید.‌‌ به گفته خود او،‌ بخشی از محکومیت مالی او به خاطر داشتن ماهواره در منزل و ۱ سال از محکومیت حبسش از بابت فعالیت تبلیغاتی علیه نظام است.
در جریان رسیدگی به پرونده او، در دادگاه ۱۰ اردیبهشت ۱۳۹۱، حکم او مجدد تایید و وی بازداشت شد.‌‌ او در ۸ مهر ۱۳۹۱ به زندان اوین منتقل شد. در‌ جریان بازداشت او در زندان، خانواده‌اش از سلامت او ابراز نگرانی کردند.
در نهایت، وی در مهر ۱۴۰۱ در خبری، از آزادی مشروط خود خبر داد.

## دیدگاه‌های حقوقی و سیاسی
دادخواه در واکنش به انتشار اخباری برای اعلام بی‌حجابی در سامانه‌ای تلفنی اعلام کرد که:
ارائه شماره تلفن برای کسب گزارش‌های مردمی درباره اطلاع‌رسانی از بدحجابی در کشور، از یکسو خلاف اخلاق، شرع و نص صریح قانون‌اساسی و از سوی دیگر، خلاف اصول مورد پذیرش اعلامیه جهانی حقوق بشر است. براین مبادی اعلام می‌شود که چنین امری نه منافع جامعه را در برمی‌گیرد و نه منافع افراد را و نه هیچ اعتباری برای فرد بهره‌بردار از آن می‌آورد. علاوه برتمام موارد مورد اشاره، منجر به مفسده عمومی هم می‌شود.
محمدعلی دادخواه اتهام واقعی‌اش را تمایلات ملی‌گرایانه خود می‌داند و می‌گوید: «معاون آقای دادستان گفت فعالیت‌های شما همه زمینه‌ی ملی داشته است یا نه؟ کتاب “نوروز و فلسفه‌ی هفت سین” من را آورده بودند، “نگرش و گزارش” را آورده بودند. گفت این‌ها همه صبغه‌ی ملی دارد. گفتم بله، افتخار من است. گفت نه، ملی‌گرایی بدتر از ارتداد است. خب من دیگر پاسخی برای این مسائل به نظرم نرسید که اعلام کنم».